# 約翰斯冰川
約翰斯冰川（英語：Johns Glacier）是南極洲的冰川，位於瑪麗伯德地，處於沃森海崖北部，全長15公里，流經杜馬尼山，最終注入堪薩斯冰川，美國地質調查局根據測量和該國海軍的空中照片繪入地圖，現時由南極條約體系管理。